# Јајчара
Јајчара или Благва (лат. Amanita caesarea) је јестива гљива, једна од најукуснијих, расте у свим шумама, лети и током топлих јесењих дана. Припада фамилији пупавки. Позната је и под именом благва, кнегиња, кнез, рудњача, кајсијача , скорупњаја и кајмачара .
- Шешир пречника 8-20 см, обло испупчен, полулоптаст, касније спљоштенији, гладак, руб линеарно урезан, наранџастоцрвене боје.
- Листићи жути, густи, широки.
- Дршка жутa, са цик-цак зеленим шарама, угорњем делу бели рукавац, при дну гомољасто задебљана, обавијена белим овојем.
- Месо бело, испод кожице шешира жуто, угодног и ненападног мириса.
- Споре бледожућкасте.

|  | Опис гљиве у овом чланку није потпун нити је довољан за коректну и сигурну идентификацију гљиве. Непажњом врло лако се јестиве гљиве могу помешати са отровним. Уколико се поједу отровне уместо јестивих гљива, може доћи до тешких оштећења појединих органа, или до смрти оног који их је појео. Aко желите да скупљате гљиве, не препоручује се коришћење описа из овог чланка за препознавање, већ да се обавестите о изгледу и начину препознавања код неког стручњака за гљиве. |

## Галерија
- Благва,Музеј Републике Српске